# Polyommatus apicatathestylis
Polyommatus apicatathestylis är en fjärilsart som beskrevs av Tutt 1910. Polyommatus apicatathestylis ingår i släktet Polyommatus och familjen juvelvingar. Inga underarter finns listade i Catalogue of Life.